# Howard Automobile Company (Michigan)
Howard Automobile Company war ein US-amerikanischer Hersteller von Automobilen aus Michigan.

## Unternehmensgeschichte
Das Unternehmen wurde 1911 in Jackson in Michigan gegründet. Die Produktion von Automobilen begann, die als Howard vermarktet wurden. Als die ersten zehn Fahrzeuge nahezu fertiggestellt waren, traten Uneinigkeiten zwischen den Partnern auf. Einige verließen das Unternehmen. J. E. Keith als Präsident versuchte, die Produktion in ein anderes Werk nach Macon in Georgia zu verlagern. Ob dort produziert wurde, ist unklar. Im gleichen Jahr endete die Produktion.
Weitere US-amerikanische Hersteller von Personenkraftwagen der Marke Howard waren: Howard Automobile Company aus New Jersey, Howard Automobile Company aus New York, Howard Motor Works, Central Car Company, A. Howard Company und Howard Motors Corporation.